# Luca Mazzieri
Luca Mazzieri (Parma, 22 settembre 1959) è un regista e sceneggiatore italiano.

## Biografia
Figlio del pittore Antonio e fratello di Marco, anche lui regista, apprende le tecniche cinematografiche collaborando come pittore di scena con scenografi come Lorenzo Baraldi, Paolo Biagetti e Andrea Crisanti.
Dopo gli studi presso la Libera Università del Cinema di Roma, in pochi anni realizza e produce diversi documentari d'arte tra cui nel 1996 I Farnese con Federico Zeri, nel 2000 Strade, santi e pellegrini con Jacques Le Goff, nel 2003 Parmigianino e Correggio (2008) con Lucia Fornari Schianchi e Tiziano. Ultimo atto con Lionello Puppi.
Ha eseguito apprendistato per la regia cinematografica presso i set di Franco Zeffirelli, Tinto Brass, Piero Schivazappa e Maurizio Nichetti. Dirige con il fratello Marco il film di esordio I virtuali (1996). Nel 1998 scrive il soggetto e la sceneggiatura de Il goal del Martin Pescatore per Rai 1, diretto da Ruggero Miti, con Mara Venier, e nello stesso anno scrive e dirige sempre a quattro mani con Marco Mazzieri, La storia di Gigi 2, per Rai 1 e poi il film Voglio una donnaaa!, con protagonisti il duo Rocco Barbaro e Massimo Olcese, e nuovamente Stefania Rocca. Nel 1999 dirige e scrive un film ambientato ad Innsbruck in Tirolo, Facce da cinema per ora inedito in Italia. Seguono nel 2003 il film Giovani con Lina Sastri e Massimo Wertmüller di cui scrive anche la sceneggiatura, e nel 2005 il primo film che dirige e scrive autonomamente, Cielo e terra con Gianmarco Tognazzi, Anita Caprioli, Hermann Weiskopf, Fabrizia Sacchi e Giuseppe Cederna.
Come scrittore, ha esordito nel 2008 con il romanzo L'amore che dorme, sulla vita e la morte del Parmigianino e ha firmato diverse sceneggiature per altri autori tra le quali Noi due, tratto dall'omonimo romanzo di Enrico Brizzi e Il giovane Verdi per Mediaset. L'ultimo suo lungometraggio La soluzione migliore (2012) con Enrico Lo Verso e Hirsto Jivkov ha ricevuto il Van Gogh Award al Festival di Amsterdam.
È stato nel 2017 direttore artistico della mostra Magister Giotto (Cose Belle d'Italia Media Entertainment) alla Scuola Grande della Misericordia di Venezia, prima monografica multimediale dedicata alle opere di Giotto. Nel 2018 è di nuovo direttore artistico di "Magister Canova" sempre a Venezia, mostra multimediale dedicata allo scultore Antonio Canova, primo format espositivo con le nuove tecnologie dedicato allo scultore di Possagno (TV).

## Filmografia

### Regista
- I virtuali (1996)
- Voglio una donnaaa! (1998)
- Facce da cinema (1999)
- Giovani (2003)
- Cielo e terra (2005)
- Coppia normalissima alla prima esperienza (2006)
- La soluzione migliore (2011)

### Sceneggiatore
- I virtuali, regia di Luca Mazzieri (1996)
- Voglio una donnaaa!, regia di Luca Mazzieri (1998)
- Il goal del martin pescatore, regia di Ruggero Miti - film TV (1998)
- Facce da cinema, regia di Luca Mazzieri (1999)
- Giovani, regia di Luca Mazzieri (2003)
- Cielo e terra, regia di Luca Mazzieri (2005)
- Coppia normalissima alla prima esperienza, regia di Luca Mazzieri (2006)
- Noi due, regia di Massimo Coglitore - film TV (2007)
- La soluzione migliore, regia di Luca Mazzieri (2011)